# Brady Manek
Brady Reece Manek (Edmond, 4 settembre 1998) è un cestista statunitense.

## Carriera
Dopo aver trascorso la carriera universitaria tra Oklahoma Sooners e North Carolina Tar Heels, il 1º agosto 2022 firma il primo contratto professionistico con i Perth Wildcats. Il 24 febbraio 2023, dopo la conclusione del campionato australiano, si trasferisce al Tofaş Bursa.

## Palmarès
- Coppa di Lituania: 2

Žalgiris Kaunas: 2023-2024, 2024-2025